# Final do Grand Prix de Patinação Artística no Gelo de 2008–09
A Final do Grand Prix de Patinação Artística no Gelo de 2008–09 foi a décima quarta edição da competição, um evento anual de patinação artística no gelo organizado pela União Internacional de Patinação (em inglês:  International Skating Union), e o evento final do Grand Prix de 2008–09. Os patinadores se qualificaram para essa competição através de outras seis competições: Trophée Éric Bompard, NHK Trophy, Cup of Russia, Cup of China, Skate America e Skate Canada International. O evento júnior foi disputado ao mesmo tempo do sênior. A competição foi disputada entre os dias 10 de dezembro e 14 de dezembro de 2008, na cidade de Goyang, Coreia do Sul.

## Eventos
- Individual masculino
- Individual feminino
- Duplas
- Dança no gelo

## Medalhistas
| Evento                        | Ouro                                             | Prata                                              | Bronze                                                 |
| Sênior                        |                                                  |                                                    |                                                        |
| Individual masculino detalhes | Jeremy Abbott · Estados Unidos                   | Takahiko Kozuka · Japão                            | Johnny Weir · Estados Unidos                           |
| Individual feminino detalhes  | Mao Asada · Japão                                | Kim Yu-Na · Coreia do Sul                          | Carolina Kostner · Itália                              |
| Duplas detalhes               | Pang Qing · Tong Jian · China                    | Zhang Dan · Zhang Hao · China                      | Aliona Savchenko · Robin Szolkowy · Alemanha           |
| Dança no gelo detalhes        | Isabelle Delobel · Olivier Schoenfelder · França | Oksana Domnina · Maxim Shabalin · Rússia           | Meryl Davis · Charlie White · Estados Unidos           |
| Júnior                        |                                                  |                                                    |                                                        |
| Individual masculino detalhes | Florent Amodio · França                          | Armin Mahbanoozadeh · Estados Unidos               | Richard Dornbush · Estados Unidos                      |
| Individual feminino detalhes  | Becky Bereswill · Estados Unidos                 | Yukiko Fujisawa · Japão                            | Alexe Gilles · Estados Unidos                          |
| Duplas detalhes               | Lubov Iliushechkina · Nodari Maisuradze · Rússia | Zhang Yue · Wang Lei · China                       | Ksenia Krasilnikova · Konstantin Bezmaternikh · Rússia |
| Dança no gelo detalhes        | Madison Chock · Greg Zuerlein · Estados Unidos   | Madison Hubbell · Keiffer Hubbell · Estados Unidos | Ekaterina Riazanova · Jonathan Guerreiro · Rússia      |

## Calendário
Horários no Korea Standard Time (UTC+9).
- 11 de dezembro de 2008
  - 16:00: Cerimônia de abertura
  - 16:45: Dança no Gelo júnior – dança original
  - 18:10: Individual masculino júnior – programa curto
  - 19:35: Duplas júnior – programa curto
  - 21:00: Individual feminino júnior – programa curto
- 12 de dezembro de  2008
  - 14:30: Duplas júnior – patinação livre
  - 16:05: Individual masculino júnior – patinação livre
  - 18:00: Dança no Gelo sênior – dança original
  - 19:10: Individual masculino sênior – programa curto
  - 20:15: Individual feminino sênior – programa curto
  - 21:20: Duplas sênior – programa curto
- 13 de dezembro de 2008
  - 14:00: Dança no Gelo júnior – dança livre
  - 15:25: Individual feminino júnior – patinação livre
  - 17:30: Dança no Gelo sênior – dança livre
  - 18:50: Individual masculino sênior – patinação livre
  - 20:05: Individual feminino sênior – patinação livre
  - 21:45: Duplas sênior – patinação livre
- 14 de dezembro de 2008
  - 14:00: Exibição de gala

## Classificados

### Sênior
|             | Masculino           | Feminino             | Duplas                                     | Dança no gelo                               |
| ----------- | ------------------- | -------------------- | ------------------------------------------ | ------------------------------------------- |
| 1           | CAN Patrick Chan    | KOR Kim Yu-Na        | GER Aliona Savchenko / Robin Szolkowy      | FRA Isabelle Delobel / Olivier Schoenfelder |
| 2           | JPN Takahiko Kozuka | CAN Joannie Rochette | CHN Zhang Dan / Zhang Hao                  | RUS Oksana Domnina / Maxim Shabalin         |
| 3           | USA Johnny Weir     | JPN Mao Asada        | RUS Yuko Kawaguchi / Alexander Smirnov     | ITA Federica Faiella / Massimo Scali        |
| 4           | FRA Brian Joubert   | ITA Carolina Kostner | CHN Pang Qing / Tong Jian                  | RUS Jana Khokhlova / Sergei Novitski        |
| 5           | USA Jeremy Abbott   | JPN Yukari Nakano    | UKR Tatiana Volosozhar / Stanislav Morozov | USA Meryl Davis / Charlie White             |
| 6           | CZE Tomáš Verner    | JPN Miki Ando        | RUS Maria Mukhortova / Maxim Trankov       | USA Tanith Belbin / Benjamin Agosto         |
| Substitutos |                     |                      |                                            |                                             |
| 1º          | FRA Alban Préaubert | JPN Fumie Suguri     | USA Keauna McLaughlin / Rockne Brubaker    | FRA Nathalie Péchalat / Fabian Bourzat      |
| 2º          | USA Evan Lysacek    | USA Rachael Flatt    | CAN Jessica Dubé / Bryce Davison           | CAN Vanessa Crone / Paul Poirier            |
| 3º          | FRA Yannick Ponsero | USA Alissa Czisny    | USA Rena Inoue / John Baldwin              | GBR Sinead Kerr / John Kerr                 |

### Júnior
|             | Masculino               | Feminino               | Duplas                                            | Dança no gelo                                |
| ----------- | ----------------------- | ---------------------- | ------------------------------------------------- | -------------------------------------------- |
| 1           | USA Richard Dornbush    | USA Kristine Musademba | RUS Lubov Iliushechkina / Nodari Maisuradze       | USA Madison Hubbell / Keiffer Hubbell        |
| 2           | CZE Michal Březina (WD) | JPN Yukiko Fujisawa    | RUS Anastasia Martiusheva / Alexei Rogonov        | USA Madison Chock / Greg Zuerlein            |
| 3           | USA Armin Mahbanoozadeh | USA Alexe Gilles       | RUS Sabina Imaikina / Andrei Novoselov            | USA Maia Shibutani / Alex Shibutani          |
| 4           | USA Alexander Johnson   | JPN Kanako Murakami    | RUS Ksenia Krasilnikova / Konstantin Bezmaternikh | RUS Ekaterina Riazanova / Jonathan Guerreiro |
| 5           | FRA Florent Amodio      | USA Amanda Dobbs       | RUS Ksenia Ozerova / Alexander Enbert             | USA Piper Gilles / Zachary Donohue           |
| 6           | RUS Ivan Bariev         | USA Becky Bereswill    | JPN Narumi Takahashi / Mervin Tran                | UKR Alisa Agafonova / Dmitri Dun             |
| 7           | KAZ Denis Ten           | USA Angela Maxwell     | CHN Zhang Yue / Wang Lei                          | CAN Kharis Ralph / Asher Hill                |
| 8           | CAN Elladj Baldé        | CAN Diane Szmiett      | USA Marissa Castelli / Simon Shnapir              | RUS Ekaterina Pushkash / Dmitri Kiselev      |
| Substitutos |                         |                        |                                                   |                                              |
| 1º          | RUS Artur Gachinski     | ITA Stefania Berton    | RUS Ekaterina Sheremetieva / Mikhail Kuznetsov    | RUS Marina Antipova / Artem Kudashev         |
| 2º          | USA Keegan Messing      | GER Sarah Hecken       | CAN Paige Lawrence / Rudi Swiegers                | CAN Karen Routhier / Eric Saucke-Lacelle     |
| 3º          | CHN Cheng Gongming      | JPN Shoko Ishikawa     | SUI Anaïs Morand / Antoine Dorsaz                 | CZE Lucie Myslivečková / Matěj Novák         |

## Resultados

### Sênior

#### Individual masculino
| Pos.              | Nome            | Nacionalidade    | Pontos | PC        | PL         |
| ----------------- | --------------- | ---------------- | ------ | --------- | ---------- |
| Medalha de ouro   | Jeremy Abbott   | Estados Unidos   | 237.72 | 78.26 (2) | 159.46 (1) |
| Medalha de prata  | Takahiko Kozuka | Japão            | 224.63 | 83.90 (1) | 140.73 (3) |
| Medalha de bronze | Johnny Weir     | Estados Unidos   | 215.50 | 72.50 (4) | 143.00 (2) |
| 4                 | Tomáš Verner    | República Tcheca | 206.65 | 69.34 (5) | 137.31 (4) |
| 5                 | Patrick Chan    | Canadá           | 205.16 | 68.00 (6) | 137.16 (5) |
| WD                | Brian Joubert   | França           | —      | 74.55 (6) | — (WD)     |

#### Individual feminino
| Pos.              | Nome             | Nacionalidade | Pontos | PC        | PL         |
| ----------------- | ---------------- | ------------- | ------ | --------- | ---------- |
| Medalha de ouro   | Mao Asada        | Japão         | 188.55 | 65.38 (2) | 123.17 (1) |
| Medalha de prata  | Kim Yuna         | Coreia do Sul | 186.35 | 65.94 (1) | 120.41 (2) |
| Medalha de bronze | Carolina Kostner | Itália        | 168.01 | 55.88 (4) | 112.13 (4) |
| 4                 | Joannie Rochette | Canadá        | 166.36 | 50.48 (6) | 115.88 (3) |
| 5                 | Yukari Nakano    | Japão         | 161.93 | 62.08 (3) | 99.85 (6)  |
| 6                 | Miki Ando        | Japão         | 158.25 | 55.44 (5) | 102.81 (5) |

#### Duplas
| Pos.              | Nome                                   | Nacionalidade | Pontos | PC        | PL         |
| ----------------- | -------------------------------------- | ------------- | ------ | --------- | ---------- |
| Medalha de ouro   | Pang Qing / Tong Jian                  | China         | 191.49 | 66.24 (3) | 125.25 (1) |
| Medalha de prata  | Zhang Dan / Zhang Hao                  | China         | 188.22 | 68.34 (2) | 119.88 (2) |
| Medalha de bronze | Aliona Savchenko / Robin Szolkowy      | Alemanha      | 185.09 | 70.14 (1) | 114.95 (3) |
| 4                 | Tatiana Volosozhar / Stanislav Morozov | Ucrânia       | 175.83 | 64.08 (4) | 111.75 (5) |
| 5                 | Yuko Kawaguchi / Alexander Smirnov     | Rússia        | 167.45 | 55.42 (6) | 112.03 (4) |
| 6                 | Maria Mukhortova / Maxim Trankov       | Rússia        | 153.16 | 61.56 (5) | 91.60 (6)  |

#### Dança no gelo
| Pos.              | Nome                                    | Nacionalidade  | Pontos | DO        | DC        |
| ----------------- | --------------------------------------- | -------------- | ------ | --------- | --------- |
| Medalha de ouro   | Isabelle Delobel / Olivier Schoenfelder | França         | 156.10 | 60.35 (1) | 95.75 (1) |
| Medalha de prata  | Oksana Domnina / Maxim Shabalin         | Rússia         | 152.95 | 59.33 (2) | 93.62 (2) |
| Medalha de bronze | Meryl Davis / Charlie White             | Estados Unidos | 148.04 | 55.89 (5) | 92.15 (3) |
| 4                 | Federica Faiella / Massimo Scali        | Itália         | 145.12 | 57.89 (3) | 87.23 (4) |
| WD                | Tanith Belbin / Benjamin Agosto         | Estados Unidos | —      | 57.33 (4) | — (WD)    |
| WD                | Jana Khokhlova / Sergei Novitski        | Rússia         | —      | — (WD)    |           |

### Júnior

#### Individual masculino júnior
| Pos.              | Nome                | Nacionalidade  | Pontos | PC        | PL         |
| ----------------- | ------------------- | -------------- | ------ | --------- | ---------- |
| Medalha de ouro   | Florent Amodio      | França         | 199.58 | 68.20 (1) | 131.38 (1) |
| Medalha de prata  | Armin Mahbanoozadeh | Estados Unidos | 193.48 | 67.05 (2) | 126.43 (2) |
| Medalha de bronze | Richard Dornbush    | Estados Unidos | 183.93 | 66.50 (3) | 117.43 (4) |
| 4                 | Ivan Bariev         | Rússia         | 180.65 | 63.75 (5) | 116.90 (5) |
| 5                 | Denis Ten           | Cazaquistão    | 180.34 | 60.59 (7) | 119.75 (3) |
| 6                 | Alexander Johnson   | Estados Unidos | 178.40 | 64.85 (4) | 113.55 (6) |
| 7                 | Elladj Baldé        | Canadá         | 170.34 | 59.89 (8) | 110.45 (7) |
| 8                 | Artur Gachinski     | Rússia         | 168.68 | 62.20 (6) | 106.48 (8) |

#### Individual feminino júnior
| Pos.              | Nome               | Nacionalidade  | Pontos | PC        | PL         |
| ----------------- | ------------------ | -------------- | ------ | --------- | ---------- |
| Medalha de ouro   | Becky Bereswill    | Estados Unidos | 146.69 | 48.68 (4) | 98.01 (2)  |
| Medalha de prata  | Yukiko Fujisawa    | Japão          | 145.92 | 44.48 (7) | 101.44 (1) |
| Medalha de bronze | Alexe Gilles       | Estados Unidos | 144.49 | 54.24 (1) | 90.25 (4)  |
| 4                 | Kanako Murakami    | Japão          | 141.63 | 51.04 (2) | 90.59 (3)  |
| 5                 | Angela Maxwell     | Estados Unidos | 131.75 | 48.84 (3) | 82.91 (5)  |
| 6                 | Kristine Musademba | Estados Unidos | 122.86 | 43.04 (8) | 79.82 (6)  |
| 7                 | Amanda Dobbs       | Estados Unidos | 117.07 | 47.48 (5) | 69.59 (7)  |
| 8                 | Diane Szmiett      | Canadá         | 113.25 | 45.64 (6) | 67.61 (8)  |

#### Duplas júnior
| Pos.              | Nome                                          | Nacionalidade  | Pontos | PC        | PL        |
| ----------------- | --------------------------------------------- | -------------- | ------ | --------- | --------- |
| Medalha de ouro   | Lubov Iliushechkina / Nodari Maisuradze       | Rússia         | 149.38 | 56.88 (1) | 92.50 (1) |
| Medalha de prata  | Zhang Yue / Wang Lei                          | China          | 137.92 | 50.22 (4) | 87.70 (3) |
| Medalha de bronze | Ksenia Krasilnikova / Konstantin Bezmaternikh | Rússia         | 137.22 | 51.54 (2) | 85.68 (5) |
| 4                 | Anastasia Martiusheva / Alexei Rogonov        | Rússia         | 137.03 | 50.60 (3) | 86.43 (4) |
| 5                 | Sabina Imaikina / Andrei Novoselov            | Rússia         | 134.91 | 46.04 (5) | 88.87 (2) |
| 6                 | Marissa Castelli / Simon Shnapir              | Estados Unidos | 126.40 | 44.84 (6) | 81.56 (6) |
| 7                 | Narumi Takahashi / Mervin Tran                | Japão          | 106.04 | 34.24 (8) | 71.80 (7) |
| WD                | Ksenia Ozerova / Alexander Enbert             | Rússia         | —      | 43.46 (8) | — (WD)    |

#### Dança no gelo júnior
| Pos.              | Nome                                     | Nacionalidade  | Pontos | DO        | DL        |
| ----------------- | ---------------------------------------- | -------------- | ------ | --------- | --------- |
| Medalha de ouro   | Madison Chock / Greg Zuerlein            | Estados Unidos | 131.15 | 51.84 (1) | 79.31 (1) |
| Medalha de prata  | Madison Hubbell / Keiffer Hubbell        | Estados Unidos | 124.68 | 47.98 (6) | 76.70 (2) |
| Medalha de bronze | Ekaterina Riazanova / Jonathan Guerreiro | Rússia         | 124.30 | 50.85 (2) | 73.45 (4) |
| 4                 | Maia Shibutani / Alex Shibutani          | Estados Unidos | 120.60 | 47.05 (7) | 73.55 (3) |
| 5                 | Ekaterina Pushkash / Dmitri Kiselev      | Rússia         | 120.35 | 48.59 (5) | 71.76 (5) |
| 6                 | Kharis Ralph / Asher Hill                | Canadá         | 120.09 | 48.72 (4) | 71.37 (6) |
| 7                 | Alisa Agafonova / Dmitri Dun             | Ucrânia        | 119.38 | 49.45 (3) | 69.93 (7) |
| 8                 | Marina Antipova / Artem Kudashev         | Rússia         | 111.43 | 43.64 (8) | 67.79 (8) |

## Quadro de medalhas
| Ordem | País           | Medalha de ouro | Medalha de prata | Medalha de bronze |    | Ordem por total |
| ----- | -------------- | --------------- | ---------------- | ----------------- | -- | --------------- |
| 1     | Estados Unidos | 3               | 2                | 4                 | 9  | 1               |
| 2     | França         | 2               |                  |                   | 2  | 5               |
| 3     | China          | 1               | 2                |                   | 3  | 3               |
| 3     | Japão          | 1               | 2                |                   | 3  | 3               |
| 5     | Rússia         | 1               | 1                | 2                 | 4  | 2               |
| 6     | Coreia do Sul  |                 | 1                |                   | 1  | 6               |
| 7     | Alemanha       |                 |                  | 1                 | 1  | 6               |
| 7     | Itália         |                 |                  | 1                 | 1  | 6               |
| TOTAL | TOTAL          | 8               | 8                | 8                 | 24 | —               |